# Robert Virot
Robert Virot, född 10 augusti 1915 i Paris, död 10 mars 2002 i Le Buisson-de-Cadouin, Dordogne, var en fransk botaniker.
Auktorsnamnet Virot kan användas för Robert Virot i samband med ett vetenskapligt namn inom botaniken; se Wikipediaartiklar som länkar till auktorsnamnet.
Åren 1936–1947 vistades Virot i Nya Kaledonien och återvände sedan till Paris, där han arbetade vid Muséum national d'histoire naturelle.
Filosofie doktor 1956 vid Paris universitet med avhandlingen La végétation canaque (Vegetationen i Nya Kaledonien).
Han beskrev 36 arter, listade i IPNI.
Tilldelades 1961 den franska utmärkelsen Prix de Coincy, som utdelas av Société botanique de France till minne av den franske botanikern Auguste-Henri Cornut de Coincy (1837–1903).

## Publikationer
- 1953 André Guillaumin, Robert Virot: Plantes récoltées
- 1956. La végétation canaque, band 7 av Mémoires Muséum national d'histoire naturelle, ny serie, Botanique, 398 sidor.
- 1965 Robert F. Thorne, André Guillaumin, Robert Virot: Floristic relationships of New Caledonia: Vascular plants collected by R. F. Thorne in New Caledonia in 1959, band 27 av University of Iowa studies in natural history,  65 sidor
- 1967 Avsnitt protéacéer i André Aubréville: Flore de la Nouvelle-Calédonie et Dépendances, band 2 utgivet av Muséum national d'histoire naturelle.
- 1968 André Aubréville, Robert Virot: Flore de la Nouvelle-Calédonie et dépendances: avsnitt protéacéer i band 2, 253 sidor.
- 1975. Flore de la Nouvelle-Calédonie et dépendances: avsnitt épacridacées, band 6, utgiven av Muséum national d'histoire naturelle, Laboratoire de phanérogamie, 160 sidor.
- 1975 Avsnitt Epacridacéer i Flore de la Nouvelle-Calédonie et Dépendances, band 6, utgivet av Muséum national d'histoire naturelle, Paris.

## Eponym
- (Proteaceae)
  - Virotia L.A.S.Johnson & B.G.Briggs